# Timm Rautert

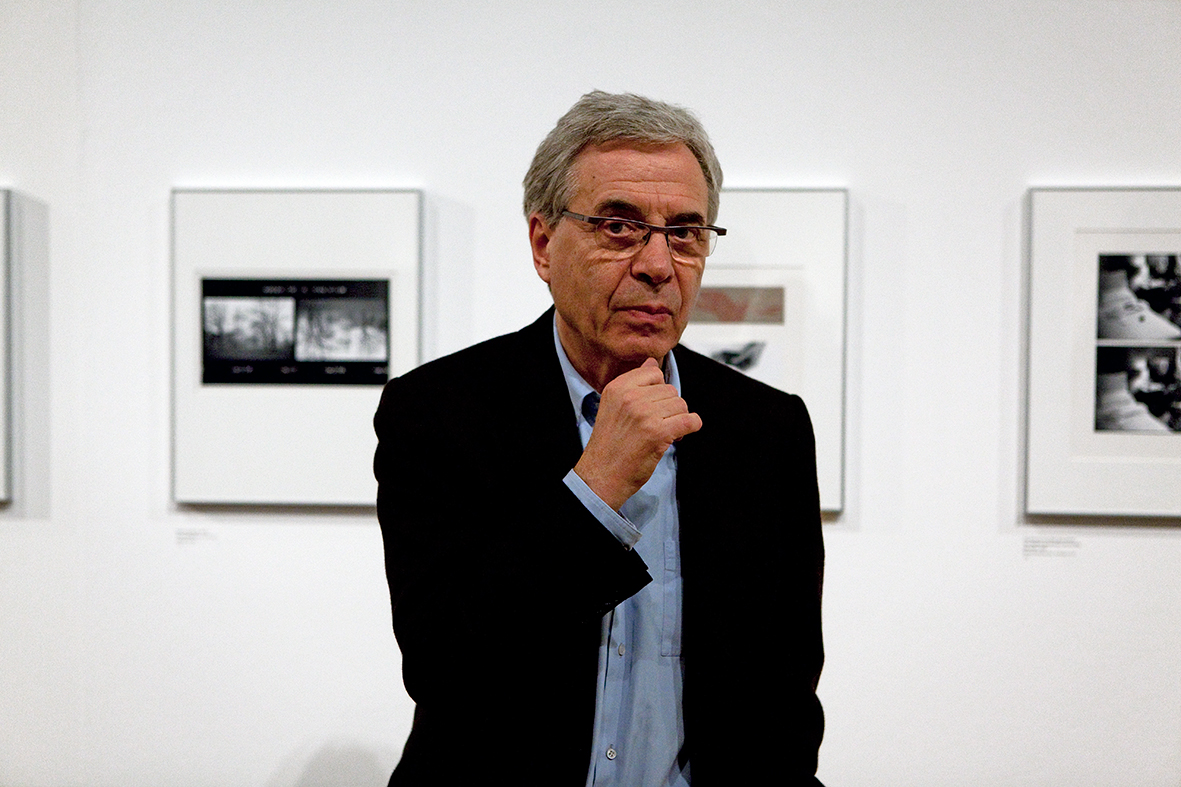
Timm Rautert im Rheinischen Landesmuseum Bonn anlässlich der Retrospektive seiner Werke (2009)

Timm Rautert (* 13. September 1941 in Tuchel, Reichsgau Danzig-Westpreußen) ist ein deutscher Fotograf und ehemaliger Hochschullehrer.

## Leben
Timm Rautert wuchs nach der Flucht aus dem westpreußischen Tuchel im hessischen Fulda auf. Nach einer Lehre als Schaufenster-, Schrift- und Plakatgestalter studierte er von 1966 bis 1971 bei Otto Steinert an der Folkwangschule für Gestaltung in Essen Fotografie. Während seines Studiums besuchte er die Tschechoslowakei, Japan und die USA. 1970 wurde er in die Gesellschaft Deutscher Lichtbildner berufen, 1973 in die Deutsche Gesellschaft für Photographie. In den 1970er und 1980er Jahren arbeitete Rautert insbesondere als Fotojournalist, vor allem für das ZEITmagazin, zwischen 1974 und bis 1983 in enger Zusammenarbeit mit dem Journalisten Michael Holzach. Darüber hinaus war Rautert aber auch für Magazine wie Geo und Merian tätig. Parallel zu seiner journalistischen Tätigkeit verfolgte Rautert eine Vielzahl freier Projekte. Rautert lebt und arbeitet in Essen.

## Hochschullehrer
Von 1993 bis 2007 lehrte er als Professor für Fotografie an der Hochschule für Grafik und Buchkunst Leipzig. Zu seinen Schülerinnen und Schülern an der Leipziger Kunsthochschule gehören unter anderem Claudia Angelmaier, Laura Bielau, Viktoria Binschtok, Kristleifur Björnsson, Marek Brandt, Johanna Diehl, Wiebke Elzel, Aymeric Fouquez, Bernhard Fuchs, Ulrich Gebert, Göran Gnaudschun, Falk Haberkorn, Grit Hachmeister, Frank Höhle, Margret Hoppe, Sven Johne, Edgar Leciejewski, Alexej Meschtschanow, Jana Müller, Ricarda Roggan, Florian Rossmanith, Nadin Maria Rüfenacht, Adrian Sauer, Oskar Schmidt, Björn Siebert, Sebastian Stumpf, Anett Stuth, Carsten Tabel, Rebecca Wilton und Tobias Zielony.

## Künstlerisches Werk
Besondere Bekanntheit erlangte das von Timm Rautert während seines Studiums an der Folkwangschule begonnene Projekt „Bildanalytische Photographie“ (1968–1974). Die insgesamt 56 Einzelwerke dieses Zyklus untersuchen im Sinn einer Grammatik die Grundlagen des Fotografischen. Ein im September 2016 am Kupferstich-Kabinett der Staatlichen Kunstsammlungen in Dresden veranstaltetes wissenschaftliches Symposium widmete sich ausschließlich dieser Werkgruppe. Die im Jahr 2000 entstandene Serie „Artworks“ knüpft an die frühe Beschäftigung mit bild- und fototheoretischen Fragestellungen an.
Bereits während seines Studiums widmete sich Rautert dem Künstlerporträt. Während einer Reise nach Prag im Jahr 1967 entstanden seine Porträts des tschechischen Fotografen Josef Sudek; anlässlich eines Aufenthalts in New York entstand 1970 eine Serie berühmt gewordener Porträts von Andy Warhol. Hieran knüpfte Rautert seither mit einer Vielzahl weiterer Künstlerporträts an, unter anderem von Franz Erhard Walther, James Turrell, Robert Ryman, Ed Ruscha, Walter de Maria, Gilbert und George, Blinky Palermo, Joseph Beuys, André Kertész, Josef Koudelka, Gerhard Richter und Neo Rauch. Hinzu kommen fotografische Dokumentationen der Berliner Philharmoniker (1986) sowie von Otl Aicher und dessen Atelier in Rotis (1986–1988).
Ein Schwerpunkt seiner journalistischen wie seiner freien fotografischen Arbeit liegt auf sozialen Themen. Fotografie wird hierbei zum Instrument der Gesellschaftsanalyse. So widmete sich Rautert unter anderem der fortschreitenden Verwandlung der Arbeitswelt (unter anderem „Gehäuse des Unsichtbaren. Bilder von der dritten industriellen Revolution“, 1986), der Bedeutung von Zeichen und Kleidungscodes („Menschen in Uniform“, 1974), der Ordnung und dem Wandel von gesellschaftlichen Institutionen wie der Universität („Neue Universität“, 1983–1984) und des Krankenhauses („Im Krankenhaus“, 1993) sowie gesellschaftlichen Randgruppen („Contergan“, 1969; „Unterwegs in deutschen Obdachlosenasylen“; 1975). Eine Summe seiner Beschäftigung mit der Dokumentarfotografie stellt das gemeinsam mit Ulrich Beck, Wilhelm Vossenkuhl, Ulf Erdmann Ziegler und Otl Aicher entwickelte Projekt „eigenes Leben – Ausflüge in die unbekannte Gesellschaft, in der wir leben“ (1992).

## Öffentliche Sammlungen (Auswahl)
- Sammlung zeitgenössischer Kunst der Bundesrepublik Deutschland, Berlin, Deutschland
- Deutsches Historisches Museum, Berlin, Deutschland
- The Olbricht Collection, Berlin, Deutschland
- Rheinisches Landesmuseum Bonn, Deutschland
- Kunstmuseum Bonn, Deutschland
- Staatliche Kunstsammlungen Dresden, Deutschland
- Museum Folkwang, Essen, Deutschland
- Städel Museum, Frankfurt am Main, Deutschland
- Museum für Moderne Kunst, Frankfurt am Main, Deutschland
- Deutsche Börse Photography Foundation, Frankfurt am Main, Deutschland
- DZ Bank Kunstsammlung, Frankfurt am Main, Deutschland
- Museum für Kunst und Gewerbe Hamburg, Deutschland
- Museum der bildenden Künste Leipzig, Deutschland
- Kunstforum Ostdeutsche Galerie Regensburg, Deutschland
- Collezione MAST. Arts, Experience and Technology, Bologna, Italien
- Victoria and Albert Museum, London, Großbritannien
- The Zabludowicz Collection, London, Großbritannien
- The Museum of Fine Arts, Houston, USA
- The Harvard Art Museums, Busch Reisinger Museum, Cambridge, USA
- The J. Paul Getty Museum, Los Angeles, USA
- The Art Institute of Chicago, USA
- The San Francisco Museum of Modern Art, USA
- Bombas Gens Centre d’Art, Valencia, Spanien
- Centre national d’art et de culture Georges-Pompidou, Frankreich

## Ausstellungen (Auswahl)
- 1973: Spectrum Photogalerie, Hannover.
- 1974: Kunstverein Hamburg.
- 1980: Museum Folkwang, Essen.
- 2000: Kunstsammlungen Chemnitz.
- 2000: Brandenburgische Kunstsammlungen Cottbus.
- 2001: Badischer Kunstverein, Karlsruhe.
- 2006: Museum der bildenden Künste Leipzig.
- 2007: Sprengel Museum Hannover.
- 2007: Gut Selikum, Neuss.
- 2008: Kunstforum Ostdeutsche Galerie, Regensburg.
- 2008: Stadtgalerie Kiel.
- 2009: Rheinisches Landesmuseum Bonn.
- 2015: Kunsthalle im Lipsius-Bau, Staatliche Kunstsammlungen Dresden.
- 2015: Frankenadel Foundation Amsterdam.
- 2016: Kupferstichkabinett, Staatliche Kunstsammlungen Dresden.
- 2016: Stadthaus Ulm
- 2021: Timm Rautert und die Leben der Fotografie, Museum Folkwang, Essen.
- 2022: Otl Aicher / Die Rotis Schrift, Kunsthaus Göttingen

## Auszeichnungen
- 1971: Folkwang-Preis für Fotografie
- 2008: Lovis-Corinth-Preis[8]

## Veröffentlichungen

### Fotobücher, Editionen, Ausstellungskataloge
- Bildanalytische Photographie. Spectrum Photogalerie, Hannover 1973.
- Michael Holzach: Das vergessene Volk. Ein Jahr bei den deutschen Hutterern in Kanada. Mit Fotos von Timm Rautert. Hoffmann und Campe, Hamburg 1980, ISBN 3-455-08844-9.
- mit Ulrich Borsdorf: Neue Universität – Zehn Akademische Biographien. Institut für Auslandsbeziehungen, Stuttgart-Bad Cannstatt 1984.
- mit Michael Holzach: Zeitberichte. Weismann, München 1985, ISBN 3-88897-019-9.
- Das Berliner Philharmonische Orchester. Deutsche Verlagsanstalt, Stuttgart 1987, ISBN 3-421-06359-1.
- mit Regine Hauch: Im Krankenhaus. Der Patient zwischen Technik und Zuwendung. Bilder aus dem Alfried Krupp Krankenhaus. Ernst & Sohn, Berlin 1993, ISBN 3-433-02470-7.
- Bildanalytische Photographie 1968–1974. Verlag der Buchhandlung Walther König, Köln 2000, ISBN 3-88375-419-6.
- Koordinaten. Brandenburgische Kunstsammlungen, Cottbus 2000, ISBN 3-928696-68-8.
- Arbeiten. hrsg. von Ulrike Herrmann. Steidl Verlag, Göttingen 2000, ISBN 3-88243-247-0.
- Sabine Belz, Matthias Kleindienst (Hrsg.): Vor aller Augen. Kerber Verlag, Bielefeld 2005, ISBN 3-938025-35-2.
- Deutsche in Uniform. Steidl Verlag, Göttingen 2006, ISBN 3-86521-316-2.
- Wenn wir dich nicht sehen, siehst du uns auch nicht – Fotografien 1966–2006. hrsg. von Hans-Werner Schmidt. Steidl Verlag, Göttingen 2007, ISBN 978-3-86521-418-8.
- Josef Sudek, Prague 1967. Steidl Verlag, Göttingen 2008, ISBN 978-3-86521-712-7.
- Florian Ebner (Hrsg.): Close the Gap. Studium bei Timm Rautert. Kerber Verlag, Berlin/ Leipzig 2008, ISBN 978-3-86678-156-6.
- No Photographing: Die Amish. Die Hutterer. Steidl Verlag, Göttingen 2011, ISBN 978-3-86930-411-3.
- New York 1969. Only Photography, Berlin 2011, ISBN 978-3-9812357-4-0.
- Michael Hering (Hrsg.): Eine Klasse für sich. Aktionsraum Fotografie. Sandstein Verlag, Dresden 2014, ISBN 978-3-95498-069-7.
- Weiss und Schwarz. Fotografien von Otto Steinert, Timm Rautert. Setareh Gallery, Düsseldorf 2014, ISBN 978-3-945498-00-2.
- The Final Programme. L’Ultimo Programma. Verlag der Buchhandlung Walther König, Köln 2015, ISBN 978-3-86335-751-1.
- Gerhard Steidl (Hrsg.): Vintage Prints. Steidl Verlag, Göttingen 2016, ISBN 978-3-95829-237-6.
- Bildanalytische Photographie 1968–1974. Spector Books, Leipzig 2016, ISBN 978-3-95905-108-8.
- Germans in Uniform. Steidl Verlag, Göttingen 2018, ISBN 978-3-95829-287-1.
- Anfang. Steidl Verlag, Göttingen 2019, ISBN 978-3-95829-528-5.
- Deutsche Geschichten 1968–1978. 1. Auflage. Steidl Verlag, Göttingen 2021, ISBN 978-3-95829-966-5 (248 S.).
- otl aicher / rotis. Steidl Verlag, Göttingen 2021, ISBN 978-3-95829-875-0 (160 S.).